# 津幡町消防本部
津幡町消防本部（つばたまちしょうぼうほんぶ）は、石川県河北郡津幡町の消防部局（消防本部）。

## 管内の現況
- 管内の人口 - 37,590人

2019年（令和元年）7月31日現在
- 管内の世帯数 - 14,142世帯

2019年（令和元年）7月31日現在
- 管内の面積 - 110.59 km2

2018年（平成30年）10月1日現在

## 沿革
- 1955年（昭和30年）6月1日 - 津幡町消防本部が発足する。
- 1977年（昭和52年）12月5日 - 本部庁舎が津幡町加賀爪二3番地の7に移転する。
- 1995年（平成7年）3月24日 - 本部庁舎が津幡町加賀爪ハ109番地1に移転する。
- 2008年（平成20年）4月1日 - 消防指令事務の共同運用が開始する。
- 2019年（平成31年）4月1日 - 高機能消防指令システムの運用が開始する。

## 組織
- 消防長
  - 庶務課
    - 庶務第1係
    - 庶務第2係
    - 庶務第3係

  - 予防課
    - 予防第1係
    - 予防第2係
    - 予防第3係

  - 消防署
    - 警防第1係
    - 警防第2係
    - 警防第3係
    - 救急救助係
    - 通信指令室
      - 通信係